# الزيتون (آيت أومكداول الموضع)
الزيتون هو دُوَّار يقع بجماعة بين الويدان، إقليم أزيلال، جهة بني ملال خنيفرة في المملكة المغربية. ينتمي الدوّار لمشيخة آيت أومكداول الموضع التي تضم 4 دواوير. يقدر عدد سكانه بـ 720 نسمة حسب الإحصاء الرسمي للسكان والسكنى لسنة 2004.

## روابط خارجية
- البوابة الوطنية للجماعات الترابية
- المندوبية السامية للتخطيط